# Tarchalin
Tarchalin (prononciation : [tarˈxalin]) est un village polonais de la gmina de Bojanowo dans le powiat de Rawicz de la voïvodie de Grande-Pologne dans le centre-ouest de la Pologne.
Il se situe à environ 2 kilomètres au nord de Bojanowo (siège de la gmina), à 15 kilomètres au nord-ouest de Rawicz (siège du powiat) et à 77 kilomètres au sud de Poznań (capitale régionale).

## Histoire
De 1975 à 1998, le village faisait partie du territoire de la voïvodie de Leszno.

Depuis 1999, Tarchalin est situé dans la voïvodie de Grande-Pologne.